# Подоляк, Александр Иванович
Алекса́ндр Ива́нович Подоля́к (род. 5 января 1962, Курск, СССР) — советский и российский футболист, полузащитник.

## Биография
Воспитанник курской ДЮСШ № 3 и любительской команды «Счётмаш». С 1983 по 1987 год играл в составе курского «Авангарда», провёл 122 матча, забил 23 гола. В 1988 году перешёл в краснодарскую «Кубань», где провёл 18 игр и забил 1 мяч, после чего, в том же году, пополнил ряды московского «Локомотива», где сыграл в 6 встречах Высшей лиги СССР.
В 1989 году вернулся в «Авангард», в 21 матче забил 4 гола, после чего вернулся в «Кубань», где и завершил сезон, проведя 19 игр и забив 2 мяча. Сезон 1990 года начал в «Котайке», сыграл 29 встреч, в которых отметился 6 голами, после чего снова вернулся в «Кубань», где в том году провёл 8 поединков и забил 1 мяч.
В 1991 году перешёл в воронежский «Факел», сыграл 10 матчей, после чего опять вернулся в «Кубань», за которую в том году провёл 24 встречи.
Сезон 1992 года начал в славянской «Ниве», сыграл 1 матч, после чего в последний раз вернулся в «Кубань», где и доиграл сезон, дебютировав при этом в Высшей лиге России, в которой провёл 24 встречи.
После завершения профессиональной карьеры продолжил заниматься футболом на любительском уровне, возглавил команду ветеранов «Счётмаш — Единая Россия».

## Личная жизнь
Есть трое братьев — Валерий, Олег (близнец) и Юрий, которые тоже были футболистами, вместе играли за «Авангард». Имеет двое детей сын Александр и дочь Мария. Сын Александр и племянник Иван также футболисты.